# Gregório de Cimina
Gregório (em grego medieval: Γρηγόριος; romaniz.: Gregórios) foi um monge e hegúmeno bizantino do final do século XI e começo do século XII. Se sabe que esteve em atividade no mosteiro de Cimina, na Bitínia, fundado no século X por Miguel Maleíno.